# Krystyna Łyczywek

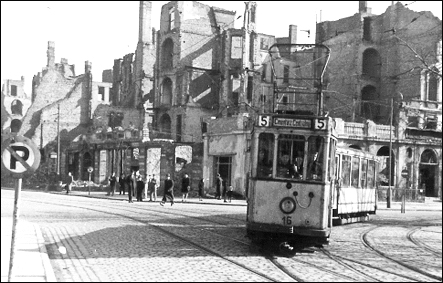
Krystyna Łyczywek: Ulice Osvobození ve Štětíně, 1948

Christine Antonina Lyczywek roz. Wiza (24. srpna 1920, Poznaň – 22. dubna 2021) byla polská romanistka, překladatelka francouzské literatury, novinářka, fotografka, čestná členka svazu Związek Polskich Artystów Fotografików (ZPAF), Polského fotoklubu, Štětínské fotografické společnosti (STF), Katalánského fotoklubu, nebo Polsko-amerického fotografického klubu v New Yorku.

## Životopis
Narodila se v Poznani, ve vlastenecké rodině velkopolských povstalců. Otec Władysław Wiza nedovolil svým dvěma dcerám učit se německy (kvůli čistotě jejich polštiny) – francouzsky a latinsky se naučily velmi brzy. Krystyna Wiza chodila do uršulinské školy. Od čtrnácti let (od smrti svého otce) se živila doučováním. Působila ve skautingu, postupně jako společnice, strážkyně a družka 17. družiny Wandy Malczewské. Maturovala v roce 1938 a začala studovat románskou filologii na Univerzitě Adama Mickiewicze v Poznani (1938–1939).
Během druhé světové války působila v Szary Szeregi (Akademický skautský klub). V roce 1943 jí kvůli vlně zatýkání bylo nařízeno odcestovat do Varšavy pod falešnými doklady, podle nichž byla o něco starší. Ve Varšavě složila přísahu v Zemské armádě a stala se styčnou důstojnicí pro kontrarozvědku. V letech 1943–1944 pokračovala ve studiích romantismu na tajné univerzitě Uniwersytet Ziem Zachodnich. Pracovala také v maltské nemocnici jako zdravotní sestra. Podílela se na Varšavském povstání jako spolueditorka časopisu W walce a jako styčná důstojnice v praporu „Łukasiński“.
V červenci 1945 odešel její manžel Roman Łyczywek z Poznaně do Štětína spolu s týmem prvního polského starosty města Piotra Zaremby. Jeho žena se k němu připojila v říjnu a nesla jejich tři a půl měsíce starého syna v plátěném koši. Trvale se usadila v tomto městě. Vystudovala univerzitu v Poznani (1945–1946), napsala diplomovou práci o francouzském spisovateli Maupassantovi La vie de Maupassant à travers ses contes. Do roku 1946 pracovala jako učitelka francouzštiny na vysoké škole strojírenské ve Štětíně a v následujících letech podnikla mnoho různých aktivit, aby popularizovala francouzskou kulturu v Polsku a posilovala francouzsko-polské kontakty. Fotografovala také zpočátku amatérsky a portrétovala svého syna. Brzy se fotografie stala její životní vášní.

## Aktivita
U příležitosti udělování titulu čestné občanky města Štětína Krystyně Łyczywekové (2013) bylo napsáno:
Pokud by se disciplína „životní aktivita“ objevila na seznamu olympijských soutěží, Krystyna Łyczywek by překonala všechny rekordy a získala zlatou medaili.

Byla mimo jiné zakladatelkou Štětínské fotografické společnosti (v letech 1963–1975 byla viceprezidentkou a prezidentkou společnosti). V roce 1964 se stala členkou svazu Związek Polskich Artystów Fotografików (ZPAF, Asociace polských uměleckých fotografů). V letech 1970–2008 reprezentovala Polsko na kongresech Mezinárodní federace umělecké fotografie (FIAP), kde pracovala v audiovizuální, statutární a jubilejní komisi, byla novinářskou reportérkou Světové komise pro mládež v oblasti fotografie, organizátorkou pěti sympozií věnovaných dějinám polské fotografie, sedmnácti mezioborových a mezinárodních seminářů Dialogy v Polsku, členka nebo předsedkyně poroty na 132 soutěžích a výstavách fotografií v Polsku i v zahraničí. V letech 1977–2002 byla prezidentkou štětínské pobočky ZPAF.

## Tvorba
Tématem jejích fotografických prací jsou především lidé: Ludzie na ulicach miast, Dzień powszedni Francji, Podróże, Dzieci tego świata, Niepełnosprawni (Lidé v ulicích města, Francouzský všední den, Cesty, Děti tohoto světa, Lidé se zdravotním postižením a krajina: Szczecińskie fascynacje, Chińskie impresje, Maroko, Bretania wczoraj i dziś, Krajobrazy morskie, Szczecin i Paryż inaczej, Dziennik prywatny 2004, Jeden dzień w Warszawie (Štětínské fascinace, Čínské dojmy, Maroko, Bretaň včera i dnes, Mořské krajiny, Štětín a Paříž jinak, Soukromý deník 2004, Jeden den ve Varšavě).
V letech 1948–2009 se zúčastnila přibližně stopadesáti kolektivních výstav v Polsku a dalších zemích, kde získávala řadu ocenění a vyznamenání. V letech 1957–2009 byla její díla vystavena na přibližně 160 samostatných výstavách v Polsku, Finsku, Francii, Řecku, Nizozemsku, Japonsku, Německu, Rumunsku, Spojených státech a Itálii. Asi 1700 fotografií Krystyny Łyczywekové bylo publikováno v turistických brožurách, časopisech, knihách a albech.
Její práce jsou ve sbírkách Národní knihovny v Paříži, muzea Ludwigových v Kolíně nad Rýnem, Národního muzea ve Vratislavi, Muzea dějin fotografie v Krakově a Musée français de la photographie v Bièvres, v Pomořanské knihovně ve Štětíně a v soukromých sbírkách v Polsku a v zahraničí.
Publikovala asi 1400 článků v polském a zahraničním tisku (český, francouzský, bulharský, španělský, holandský, německý, švýcarský, maďarský, italský). Vydala vlastní knihy, mimo jiné: Diaporama, Od kropli wody do oceanu, Rozmowy o fotografii (Diaporama, Od kapky vody do oceánu, Promluvy o fotografii – tři svazky). Do polštiny přeložila pět knih od svého oblíbeného autora Maupassanta včetně Pravá láska (sbírka povídek, 1949), Topielec (a další povídky) (1993), V Bretani (1996), Kroniki (kterou považuje za nejzajímavější, vydání z roku 2004), Sicílie (2008).
Životopis Krystyny Łyczywekové byl publikován v Mezinárodní encyklopedii fotografů od roku 1839 do současnosti (publ. Auer-Auer, Švýcarsko) a ve Sborníku polské fotografie 1839–1989 (publ. Lucrum; Polští fotografové).
V roce 2008 se v Národní galerii umění Zachęta ve Varšavě konala výstava Polské fotografky 20. století, která představila tvůrčí počiny padesáti polských dokumentaristek od 70. let 20. století, kde byly také prezentovány fotografie Łyczywekové. Mezi dalšími vystavujícími byly například: Małgorzata Apathy,
Anna Beata Bohdziewicz,
Anna Brzezińska-Skarżyńska,
Anna Chojnacka,
Zofia Chomętowska,
Maria Chrząszczowa,
Maria Antonina Czaplicka,
Irena Elgas-Markiewicz,
Krystyna Gorazdowska,
Helena Hartwigová,
Joanna Helander,
Wanda Herse,
Halina Holas-Idziakowa,
Irena Jarosińska-Małek,
Irena Kummant-Skotnicka,
Bożena Michalik,
Maria Kietlińska,
Janina Mierzecka,
Janina Mokrzycka,
Anna Musiałówna,
Zofia Nasierowska,
Fortunata Obrąpalska,
Julia Pirotte,
Danuta Rago,
Jadwiga Rubiś,
Zofia Rydet,
Jadwiga Wolska nebo
Bolesława Zdanowska.

## Ceny a ocenění
Je laureátkou Honneur et Reconnaissance order of France-Pologne Institute a titulů: Artiste FIAP (AFIAP), Excellence FIAP for Services Rendered (ESFIAP), Honorary Excellence FIAP (HonEFIAP). Za vynikající výsledky v oblasti fotografování, získala 1. stupeň ocenění od ministra kultury a umění, Jana Bułhaka (vyznamenání udělené Federací amatérských fotografických asociací v Polsku a zlatá medaile „Meritorious for Polish Photography“ (ocenění udělené kapitolou Fotoklubu Polské republiky)). V roce 2010 získala zlatou medaili za zásluhy o kulturu – Gloria Artis. V roce 2013 jí byl udělen důstojnický kříž Řádu čestné legie a získala titul čestného občana Štětína. V roce 2002 jí byl udělen Rytířský kříž Řádu znovuzrozeného Polska.

## Rodinný život
Během Varšavského povstání se provdala za Romana Łyczywka (kterého dříve poznala v Poznani), později prvního poválečného právníka ze Štětína – obhájce během soudu s členy odborového svazu solidarity. Manžel zemřel krátce po 50. výročí svatby. Syn Włodzimierz (* 1945) a dva vnuci se stali právníky. Fotografují dvě mladší děti Krystyna a Romana Łyczywek: syn Lech (* 1948) jako amatér a dcera Ewa profesionálně (od roku 1983 členka ZPAF).